# Anthias salmopunctatus
Anthias salmopunctatus is een  straalvinnige vissensoort uit de familie van zaag- of zeebaarzen (Serranidae). De wetenschappelijke naam van de soort werd voor het eerst geldig gepubliceerd in 1981 door Lubbock & Edwards.
De soort staat op de Rode Lijst van de IUCN als Kwetsbaar, beoordelingsjaar 1996.